# Ligne de Saint-Léonard à Fraize
Cet article concerne la ligne ferroviaire. Pour les autres significations, voir Fraize (homonymie).
La ligne de Saint-Léonard à Fraize est une ancienne ligne de chemin de fer française à écartement standard et à voie unique non électrifiée du département des Vosges. Elle desservait la haute vallée de la Meurthe.
Elle constitue la ligne no 064 000 du réseau ferré national. Historiquement, elle constituait la ligne 184 dans l'ancienne numérotation SNCF des lignes de la région Est et encore avant la ligne 185 dans l'ancienne numérotation de la Compagnie des chemins de fer de l'Est.

## Historique
La ligne, embranchement d'un itinéraire de Laveline à Saint-Dié, est concédée à la compagnie des chemins de fer des Vosges par une convention signée le 3 juillet 1872 entre le département des Vosges et la compagnie. La convention est approuvée par un décret le 2 mai 1873 qui déclare la ligne d'utilité publique à titre d'intérêt local.
La ligne est ouverte le 3 décembre 1876 et est alors exploitée par la compagnie des chemins de fer des Vosges.
La ligne, ainsi que la totalité du réseau de la compagnie des chemins de fer des Vosges, est racheté par l'État selon les termes d'une convention signée le 18 août 1880 entre le ministre des Travaux publics et la compagnie. Cette convention est approuvée par une loi le 14 avril 1881 qui intègre la ligne dans le réseau de chemin de fer d'intérêt général.
Par une convention signée le 21 septembre 1881 entre le ministre des Travaux publics et la Compagnie des chemins de fer de l'Est, l'État confie provisoirement l'exploitation de la ligne à la compagnie. Cette convention est approuvée par un décret le 3 octobre suivant.
La ligne est cédée par l'État à la Compagnie des chemins de fer de l'Est par une convention signée entre le ministre des Travaux publics et la compagnie le 11 juin 1883. Cette convention est approuvée par une loi le 20 novembre suivant.
- 1er janvier 1938 : l'Est intègre la Société nationale des chemins de fer français ;
- 26 décembre 1938 : décision ministérielle de transfert sur route du trafic voyageur entre Saint-Dié et Fraize[5] ;
- 9 janvier 1939 : fin du service voyageurs ;
- 1er septembre 1988 : fin du service marchandises entre Anould et Fraize ;
- 10 novembre 1993 : déclassement entre la gare d'Anould et la gare de Fraize ;
- 20 juin 2005 : fin du service marchandises entre Saint-Léonard et Anould[6].
- 2 novembre 2011 : publication de l'avis pour fermeture entre Saint-Léonard et Anould[7].

## Embranchement
- à Anould, desserte de la Papeterie du Souche

## La ligne aujourd'hui
Entre Anould et Plainfaing puis entre Saint-Léonard et Anould, la plate-forme a été, comme bien d'autres, transformée en « piste multi-activités », voie verte accessible aux randonneurs, cyclistes et pratiquants du roller. Le bâtiment voyageurs de la gare de Fraize accueille désormais l'office du tourisme de Fraize.